# Sancey-le-Grand
Sancey-le-Grand korábbi község (település) Franciaországban, Doubs megyében. 2016. január 1-jén Sancey-le-Long községgel egyesült és Sancey új község része lett.
Lakosainak száma 930 fő (2013).

## Népesség
A település népessége az elmúlt években az alábbi módon változott:
| Lakosok száma | 786  | 753  | 839  | 1020 | 1091 | 1021 | 980  | 930  |
|               | 1962 | 1968 | 1975 | 1982 | 1990 | 1999 | 2008 | 2013 |